# Аладаглар
Аладагла́р или Антита́вр (тур. Aladağlar) — это самый высокий хребет Тавра (юг Турции), четыре его вершины превосходят 3700 и множество вершин — 3500 м. Средиземноморский климат приморских склонов гор характеризуется жарким безоблачным летом и дождливой зимой. Название Аладаглар означает в переводе с турецкого «пёстрые горы».
Популярный объект туризма.
В Аладагларе находятся знаменитые водопады Капузбаши.